# بيت الحيوان
بيت الحيوان هو المكان الذي يتم إنشاؤه على أساس من التشريعات التي تنص على حماية الحيوانات المستخدمة في التجارب وغيرها من الأغراض العلمية والتعليمية، والتي تحتاج إلى ظروف بيئية ثابتة كمتطلبات للأعمال التجريبية والتعليمية، ومهمتها الرئيسية دعم البحث العلمي والتدريس و بالتالي هو المكان المتاح لتعزيز التدريس، والتدريب وتسهيلات . الأطباء البيطريون المؤهلون والموظفون الفنيون هم دائما في متناول اليد للمساعدة في إجراء البحوث وتنفيذها وفقا للمعايير التي وضعتها.(CPCSEA) لجنة المراقبة والاشراف على التجارب الحيوانية.

## الرعاية الحيوانية
حيوانات المنازل المختبرية مثل الجرذان والفئران والأرانب. كل نوع من هذه الحيوانات المنزلية يحتفظ فيها بداخل غرف فردية منفصلة لتجنب انتقال الأمراض والصراعات بين هذه الأنواع. و تبذل جميع الجهود للحفاظ على هذه الحيوانات تحت الظروف البيئية الخاضعة للرقابة [درجة الحرارة (22-26) درجة مئوية، الرطوبة النسبية (60 ± 10٪)، 12 ساعة من النهار و12 ساعة من الليل بشكل متبادل مع 100٪ هواء نقي يتم تبديله في غرف الحيوان وعدم انقطاع التيار الكهربائي وامدادات المياه. ويضمن موظفو الدعم أن كل جزء من الرعاية الحيوانية بما في ذلك التغذية والسقي وإعادة تدريب وتنظيف الأقفاص وحفظ السجلات وترتيب الحيوانات والأعلاف ومواد الفراش والمعدات من المصادر الخارجية جميعها تحت المراقبة.
الحيوانات نفسها معزولة عن السكن البشري ومحروسة من الغبار والدخان والضوضاء والقوارض البرية والحشرات والطيور، في الواقع أي شيء من شأنه أن يزعج موطنها هي معزولة عنه. يتم الحفاظ على درجة عالية من الظروف الصحية (البيئية الكلية والجزئية) حول الحيوانات وفقا لمبادئ لجنة المراقبة والاشراف على التجارب الحيوانية (CPCSEA).

## الرعاية البيطرية
تُنفذ الرعاية الصحية للحيوانات بشكل دوري للتأكد من الحالة الصحية للحيوانات. الرعاية البيطرية أمر بالغ الأهمية للحفاظ على مضمون حياة الحيوانات وصحتهم. الطبيب البيطري يبقي الحيوانات تحت المراقبة اليومية ويرصد(يراقب) أي تغييرات سلوكية أو علامات المرض. ويشرف على نظامهم الغذائي ومرافق الصرف الصحي ويساهم في صياغة السياسات والإجراءات المناسبة للجوانب الثانوية للرعاية البيطرية.

## أخلاقيات التعامل مع الحيوانات
يتم تسجيل بيت الحيوان من قبل لجنة المراقبة والاشراف على التجارب الحيوانية (CPCSEA) و وزارة البيئة والغابات والحكومة في الهند. أنشئت مؤسسة ولجنة أخلاقيات التعامل مع الحيوان (IAEC) التي تقدم المشورة للطلاب والمعلمين والباحثين عن المرافق والسياسات والممارسات المتعلقة برعاية الحيوانات واستخدامها.

## المشاريع البحثية
وفي الوقت الحاضر، وافقت مؤسسة ولجنة أخلاقيات التعامل مع الحيوان (IAEC) على برنامج التدريس وبرامج البحوث المختلفة التالية:
1. دراسات علم السموم
2. دراسات مضادات الالتهابات
3. دراسات مدرات البول
4. دراسة مضادات الإسهال
5. مرض التهاب الأمعاء
6. دراسات وقاية الكبد
7. دراسات مضادات السكري
8. الدرسات المناعية
9. دراسة الوقاية من القرحة

## ظروف النقل
يجب الحصول على جميع الحيوانات بشكل قانوني. وكقاعدة عامة، يقدم بائعوا الحيوانات التي تولد بشكل منتظم معلومات تصف الوضع الجيني والممرض لمستعمراتهم أو حيواناتهم الفردية.
يجب أن تتم جميع أجزاء عملية النقل وفقًا لصحة الحيوان السائدة والنقل والرفاهية السائدة، وينبغي التخطيط لجميع عمليات نقل الحيوانات للحد من وقت الانتظار وخطر الإصابة بأمراض حيوانية المنشأ، والحماية من الظروف البيئية الخارجية، وتجنب الازدحام، وتوفير الغذاء والماء، والحماية من الصدمات البدنية.
يجب أن تكون الحيوانات في صحة جيدة للنقل من واجب المرسل التأكد منها كذلك.
يجب استبعاد الحيوانات التي من المرجح أن تلد أثناء النقل.
يجب استلام شحنات الحيوانات وتفريغها دون تأخير، وبعد التفتيش، يجب نقل الحيوانات لأقفاص نظيفة، و تزويدها بالأعلاف والمياه حسب الحاجة.